# Transat Jacques-Vabre 2017
 (mars 2025).
Navigation
2015 2019
La Transat Jacques-Vabre 2017 est la treizième édition de la Transat Jacques-Vabre. Le départ fut donné le 5 novembre 2017 à 13 heures 35.
Le parcours relie Le Havre à Salvador de Bahia (Brésil) soit 4 350 milles sans aucune marque ou passage obligé. La directrice de course est Sylvie Viant.

## Type de bateau
Quatre types de bateaux sont admis à participer :
- Des voiliers monocoques d'une longueur comprise entre 59 et 60 pieds, c'est-à-dire d'environ 18 mètres. Ces bateaux doivent répondre aux règles de la classe des 60 pieds IMOCA.
- Des voiliers monocoques dont la longueur est de 40 pieds soit 12,19 m. Ces bateaux doivent répondre aux règles de la classe Class40.
- Des voiliers multicoques dont la longueur hors tout (LHT) est comprise entre 70 et 105 pieds. Ces bateaux seront dans la classe Ultime.
- Des voiliers multicoques dont la longueur est de 50 pieds soit 15,24 m. Ces bateaux doivent répondre aux règles de la classe Multi50.

## Parcours
Le parcours relie Le Havre à Salvador de Bahia (Brésil) soit 4 350 milles sans aucune marque ou passage obligé.
Les concurrents sont cependant tenus de respecter le dispositif de séparation du trafic (DST) entre le cap Finisterre et les îles Canaries. 

## Participants
38 bateaux sont inscrits pour la course (3 Ultimes,  6 Multi50, 13 IMOCA et 16 Class40).

### Ultime
| Classe Ultime (3 inscrits) | Classe Ultime (3 inscrits) | Classe Ultime (3 inscrits) | Classe Ultime (3 inscrits) | Classe Ultime (3 inscrits) | Classe Ultime (3 inscrits) | Classe Ultime (3 inscrits)        | Classe Ultime (3 inscrits)        | Classe Ultime (3 inscrits)                    | Classe Ultime (3 inscrits)        |
| Concurrents                | Concurrents                | Concurrents                | Concurrents                | Bateau                     | Bateau                     | Classement                        | Arrivée                           | Arrivée                                       | Arrivée                           |
| Skipper 1                  | Nationalité                | Skipper 2                  | Nationalité                | Nom du bateau              | Lancement                  | Général                           | Date                              | Temps                                         | Moyennes (nds)                    |
| -------------------------- | -------------------------- | -------------------------- | -------------------------- | -------------------------- | -------------------------- | --------------------------------- | --------------------------------- | --------------------------------------------- | --------------------------------- |
| Thomas Coville             | France                     | Jean-Luc Nélias            | France                     | Sodebo Ultim'              | 2014                       | 1                                 | 13 novembre                       | 7 jours, 22 heures, 7 minutes et 27 secondes  | 22,92 / 24,94                     |
| Sébastien Josse            | France                     | Thomas Rouxel              | France                     | Gitana 17                  | 2017                       | 2                                 | 13 novembre                       | 7 jours, 23 heures, 55 minutes et 24 secondes | 22,70 / 25,21                     |
| Lionel Lemonchois          | France                     | Bernard Stamm              | Suisse                     | Maxi80 Prince de Bretagne  | 2012                       | Abandon le 16 novembre (démâtage) | Abandon le 16 novembre (démâtage) | Abandon le 16 novembre (démâtage)             | Abandon le 16 novembre (démâtage) |

### Multi50
| Classe Multi50 : multicoques 50 pieds (6 inscrits) | Classe Multi50 : multicoques 50 pieds (6 inscrits) | Classe Multi50 : multicoques 50 pieds (6 inscrits) | Classe Multi50 : multicoques 50 pieds (6 inscrits) | Classe Multi50 : multicoques 50 pieds (6 inscrits) | Classe Multi50 : multicoques 50 pieds (6 inscrits) | Classe Multi50 : multicoques 50 pieds (6 inscrits)                | Classe Multi50 : multicoques 50 pieds (6 inscrits)                | Classe Multi50 : multicoques 50 pieds (6 inscrits)                | Classe Multi50 : multicoques 50 pieds (6 inscrits)                |
| Concurrents                                        | Concurrents                                        | Concurrents                                        | Concurrents                                        | Bateau                                             | Bateau                                             | Classement                                                        | Arrivée                                                           | Arrivée                                                           | Arrivée                                                           |
| Skipper 1                                          | Nationalité                                        | Skipper 2                                          | Nationalité                                        | Nom du bateau                                      | Lancement                                          | Général                                                           | Date                                                              | Temps                                                             | Moyennes (nds)                                                    |
| -------------------------------------------------- | -------------------------------------------------- | -------------------------------------------------- | -------------------------------------------------- | -------------------------------------------------- | -------------------------------------------------- | ----------------------------------------------------------------- | ----------------------------------------------------------------- | ----------------------------------------------------------------- | ----------------------------------------------------------------- |
| Lalou Roucayrol                                    | France                                             | Alex Pella                                         | Espagne                                            | Arkema                                             | 2013                                               | 1                                                                 | 16 novembre                                                       | 10 jours, 19 heures, 14 minutes et 19 secondes                    | 16,81 / 18,02                                                     |
| Erwan Le Roux                                      | France                                             | Vincent Riou                                       | France                                             | Fenêtréa - Mix Buffet                              | 2009                                               | 2                                                                 | 16 novembre                                                       | 11 jours, 02 heures, 51 minutes et 23 secondes                    | 16,33 / 17,71                                                     |
| Armel Tripon                                       | France                                             | Vincent Barnaud                                    | France                                             | Réauté Chocolat                                    | 2009                                               | 3                                                                 | 17 novembre                                                       | 11 jours, 19 heures, 44 minutes et 23 secondes                    | 15,35 / 16,66                                                     |
| Gilles Lamiré                                      | France                                             | Thierry Duprey Du Vorsent                          | France                                             | La French Tech Rennes Saint-Malo                   | 2008                                               | 4                                                                 | 19 novembre                                                       | 13 jours, 11 heures, 12 minutes et 03 secondes                    | 13,48 / 14,79                                                     |
| Thierry Bouchard                                   | France                                             | Olivier Krauss                                     | France                                             | Ciela Village                                      | 2017                                               | Abandon à Mindelo le 13 novembre (fissure sous la coque centrale) | Abandon à Mindelo le 13 novembre (fissure sous la coque centrale) | Abandon à Mindelo le 13 novembre (fissure sous la coque centrale) | Abandon à Mindelo le 13 novembre (fissure sous la coque centrale) |
| Eric Defert                                        | France                                             | Christopher Pratt                                  | France                                             | Drekan Groupe                                      | 2005                                               | Abandon le 8 novembre (chavirage)                                 | Abandon le 8 novembre (chavirage)                                 | Abandon le 8 novembre (chavirage)                                 | Abandon le 8 novembre (chavirage)                                 |

### IMOCA
| Classe IMOCA : monocoques (13 inscrits) | Classe IMOCA : monocoques (13 inscrits) | Classe IMOCA : monocoques (13 inscrits) | Classe IMOCA : monocoques (13 inscrits) | Classe IMOCA : monocoques (13 inscrits) | Classe IMOCA : monocoques (13 inscrits) | Classe IMOCA : monocoques (13 inscrits) | Classe IMOCA : monocoques (13 inscrits) | Classe IMOCA : monocoques (13 inscrits)      | Classe IMOCA : monocoques (13 inscrits) |
| Concurrents                             | Concurrents                             | Concurrents                             | Concurrents                             | Bateau                                  | Bateau                                  | Classement                              | Arrivée                                 | Arrivée                                      | Arrivée                                 |
| Skipper 1                               | Nationalité                             | Skipper 2                               | Nationalité                             | Nom du bateau                           | Lancement                               | Général                                 | Date                                    | Temps                                        | Moyennes (nds)                          |
| --------------------------------------- | --------------------------------------- | --------------------------------------- | --------------------------------------- | --------------------------------------- | --------------------------------------- | --------------------------------------- | --------------------------------------- | -------------------------------------------- | --------------------------------------- |
| Jean-Pierre Dick                        | France                                  | Yann Eliès                              | France                                  | St Michel - Virbac                      | 2015                                    | 1                                       | 18 novembre                             | 13 jours 07 heures 36 minutes et 46 secondes | 13,61 / --                              |
| Paul Meilhat                            | France                                  | Gwénolé Gahinet                         | France                                  | SMA                                     | 2011                                    | 2                                       | 19 novembre                             | 13 jours 13 heures 58 minutes et 03 secondes | 13,36 / 14,11                           |
| Morgan Lagravière                       | France                                  | Eric Peron                              | France                                  | Des Voiles et Vous !                    | 2015                                    | 3                                       | 19 novembre                             | 14 jours 01 heures 31 minutes et 44 secondes | 12,91 / 13,96                           |
| Boris Herrmann                          | Allemagne                               | Thomas Ruyant                           | France                                  | Malizia II                              | 2015                                    | 4                                       | 20 novembre                             | 14 jours 21 heures 31 minutes et 53 secondes | 12,18 / 13,44                           |
| Kito de Pavant                          | France                                  | Yannick Bestaven                        | France                                  | Bastide Otio                            | 2006                                    | 5                                       | 20 novembre                             | 15 jours 03 heures 59 minutes et 46 secondes | 11,97 / 12,76                           |
| Tanguy de Lamotte                       | France                                  | Samantha Davies                         | Royaume-Uni                             | Initiatives-Cœur                        | 2010                                    | 6                                       | 20 novembre                             | 15 jours 07 heures 40 minutes 39 secondes    | 11,85 / 12,90                           |
| Louis Burton                            | France                                  | Servane Escoffier                       | France                                  | Bureau Vallée 2                         | 2015                                    | 7                                       | 21 novembre                             | 15 jours 16 heures 02 minutes et 58 secondes | 11,58 / 12,68                           |
| Isabelle Joschke                        | Allemagne France                        | Pierre Brasseur                         | France                                  | Generali                                | 2007                                    | 8                                       | 21 novembre                             | 16 jours 00 heure 33 minutes et 01 seconde   | 11,33 / 12,11                           |
| Alan Roura                              | Suisse                                  | Frédéric Denis                          | France                                  | La Fabrique                             | 2007                                    | 9                                       | 21 novembre                             | 16 jours 02 heures 04 minutes et 16 secondes | 11,28 / 11,96                           |
| Yoann Richomme                          | France                                  | Pierre Lacaze                           | France                                  | Vivo a Beira                            | 2004                                    | 10                                      | 21 novembre                             | 16 jours 05 heures 20 minutes et 21 secondes | 11,19 / 11,85                           |
| Arnaud Boissières                       | France                                  | Manuel Cousin                           | France                                  | La Mie Câline - Artipôle                | 2007                                    | 11                                      | 22 novembre                             | 16 jours 17 heures 07 minutes et 45 secondes | 10,86 / 11,52                           |
| Fabrice Amedeo                          | France                                  | Giancarlo Pedote                        | Italie                                  | Newrest - Brioche Pasquier              | 2007                                    | 12                                      | 22 novembre                             | 16 jours 21 heures 41 minutes et 16 secondes | 10,74 / 11,61                           |
| Romain Attanasio                        | France                                  | Aurélien Ducroz                         | France                                  | Famille Mary - Etamine Du Lys           | 1998                                    | 13                                      | 22 novembre                             | 17 jours 03 heures 42 minutes et 27 secondes | 10,58 / 11,09                           |

### Class40
| Class40 : monocoques 40 pieds (16 inscrits) | Class40 : monocoques 40 pieds (16 inscrits) | Class40 : monocoques 40 pieds (16 inscrits) | Class40 : monocoques 40 pieds (16 inscrits) | Class40 : monocoques 40 pieds (16 inscrits) | Class40 : monocoques 40 pieds (16 inscrits) | Class40 : monocoques 40 pieds (16 inscrits)       | Class40 : monocoques 40 pieds (16 inscrits)       | Class40 : monocoques 40 pieds (16 inscrits)       | Class40 : monocoques 40 pieds (16 inscrits)       |
| Concurrents                                 | Concurrents                                 | Concurrents                                 | Concurrents                                 | Bateau                                      | Bateau                                      | Classement                                        | Arrivée                                           | Arrivée                                           | Arrivée                                           |
| Skipper 1                                   | Nationalité                                 | Skipper 2                                   | Nationalité                                 | Nom du bateau                               | Lancement                                   | Général                                           | Date                                              | Temps                                             | Moyenne (nds)                                     |
| ------------------------------------------- | ------------------------------------------- | ------------------------------------------- | ------------------------------------------- | ------------------------------------------- | ------------------------------------------- | ------------------------------------------------- | ------------------------------------------------- | ------------------------------------------------- | ------------------------------------------------- |
| Maxime Sorel                                | France                                      | Antoine Carpentier                          | France                                      | V and B                                     | 2015                                        | 1                                                 | 23 novembre                                       | 17 jours 10 heures 44 minutes et 15 secondes      | 10,40 / 10,77                                     |
| Aymeric Chappellier                         | France                                      | Arthur Le Vaillant                          | France                                      | Aïna enfance et avenir                      | 2017                                        | 2                                                 | 23 novembre                                       | 17 jours 11 heures 01 minutes et 57 secondes      | 10,39 / 10,79                                     |
| Phil Sharp                                  | Royaume-Uni                                 | Pablo Santurde                              | Espagne                                     | Imerys                                      | 2013                                        | 3                                                 | 23 novembre                                       | 17 jours 15 heures 58 minutes et 41 secondes      | 10,27 / 10,70                                     |
| Bertrand Delesne                            | France                                      | Justine Mettraux                            | Suisse                                      | Teamwork 40                                 | 2012                                        | 4                                                 | 23 novembre                                       | 18 jours 00 heure 47 minutes et 46 secondes       | 10,06 / 10,40                                     |
| Olivier Cardin                              | France                                      | Cédric Château                              | France                                      | Région Normandie Junior Senior by Evernex   | 2016                                        | 5                                                 | 23 novembre                                       | 18 jours 02 heures 41 minutes et 56 secondes      | 10,02 / 10,38                                     |
| Massimo Jurris                              | Italie                                      | Pietro Luciani                              | Italie                                      | Colombre XL                                 | 2011                                        | 6                                                 | 24 novembre                                       | 18 jours 16 heures 53 minutes et 53 secondes      | 9,71 / 10,07                                      |
| Tom Laperche                                | France                                      | Christophe Bachmann                         | France                                      | Le Lion d'Or                                | 2017                                        | 7                                                 | 24 novembre                                       | 19 jours 01 heure 00 minute et 04 secondes        | 9,53 / 9,98                                       |
| Sylvain Pontu                               | France                                      | Christophe Rateau                           | France                                      | Gustave Roussy                              | 2003                                        | 8                                                 | 25 novembre                                       | 20 jours 09 heures 20 minutes et 46 secondes      | 8,90 / 9,37                                       |
| Catherine Pourre                            | France                                      | Benoit Hochart                              | France                                      | Eärendil                                    | 2015                                        | 9                                                 | 26 novembre                                       | 20 jours 16 heures 41 minutes et 18 secondes      | 8,77 / 9,26                                       |
| Olivier Roussey                             | France                                      | Philippe Burger                             | France                                      | Gras Savoye Berger Simon Obportus           | 2012                                        | 10                                                | 26 novembre                                       | 20 jours 21 heures 33 minutes et 52 secondes      | 8,68 / 8,93                                       |
| Leonardo Chicourel                          | Brésil                                      | José Guilherme Caldas                       | Angola                                      | Mussulo 40 Team Angola Cables               | 2009                                        | 11                                                | 27 novembre                                       | 21 jours 22 heures 59 minutes et 49 secondes      | 8,26 / 8,88                                       |
| Marc Dubos                                  | France                                      | Jacques-Arnaud Seyrig                       | France                                      | Esprit Scout                                | 2009                                        | 12                                                | 2 décembre                                        | 27 jours 00 heure 06 minutes et 27 secondes       | 6,72 / 7,25                                       |
| Andrea Fantini                              | Italie                                      | Alberto Bona                                | Italie                                      | Enel Green Power                            | 2007                                        | Abandon le 13 novembre (avarie de safran tribord) | Abandon le 13 novembre (avarie de safran tribord) | Abandon le 13 novembre (avarie de safran tribord) | Abandon le 13 novembre (avarie de safran tribord) |
| Louis Duc                                   | France                                      | Alexis Loison                               | France                                      | Carac                                       | 2017                                        | Abandon le 11 novembre (Blessure de Louis Duc)    | Abandon le 11 novembre (Blessure de Louis Duc)    | Abandon le 11 novembre (Blessure de Louis Duc)    | Abandon le 11 novembre (Blessure de Louis Duc)    |
| Halvard Mabire                              | France                                      | Miranda Merron                              | Royaume-Uni                                 | Campagne de France                          | 2016                                        | Abandon le 8 novembre (avaries gouvernail)        | Abandon le 8 novembre (avaries gouvernail)        | Abandon le 8 novembre (avaries gouvernail)        | Abandon le 8 novembre (avaries gouvernail)        |
| Sidney Gavignet                             | France                                      | Fahad Al Hasni                              | Oman                                        | Oman Sail                                   | 2014                                        | Abandon avant départ. Garde à vue d'Al Hasni.     | Abandon avant départ. Garde à vue d'Al Hasni.     | Abandon avant départ. Garde à vue d'Al Hasni.     | Abandon avant départ. Garde à vue d'Al Hasni.     |